# امرئية عيآل سالم

تعديل مصدري - تعديل

امرئية عيآل سالم هي إحدى قرى عزلة سباح بمديرية سباح التابعة لمحافظة أبين، بلغ تعداد سكانها 49 نسمة حسب تعداد اليمن لعام 2004.